# Bác sĩ nhi khoa (phim truyền hình)
Nhân y dưới bầu trời sao (tiếng Trung: 星空下的仁醫, tiếng Anh: Kids' Lives Matter), tên cũ: Bác sĩ nhi khoa (兒科醫生), Bệnh viện nhi đồng (兒童醫院). Là phim truyền hình y tế hiện đại được chế tác bởi TVB. Diễn viên chính Trịnh Gia Dĩnh, Mã Quốc Minh, Chung Gia Hân, Châu Gia Di và La Tử Dật, diễn viên phụ Cung Từ Ân, Hải Tuấn Kiệt, Quách Thiếu Vân, Hà Y Đình, Trương Bảo Nhi. Giám chế Phương Hoành Chước. Bộ phim lấy cảnh thật tại Bệnh viên nhi đồng Hong Kong mới khánh thành ở Khải Đức Hong Kong. 
Bộ phim này là 1 trong các phim được giới thiệu tại Tuần lễ tiết mục TVB 2021 và Triển lãm truyền hình Quốc tế Hong Kong 2021, cũng là 1 trong 4 bộ phim Khánh Đài Hướng tới kỷ niệm 55 năm của TVB.

## Diễn viên và vai diễn

### Bệnh viện An Ni (Princess Anne Hospital)

#### Cấp quản lý
| Diễn viên     | Vai diễn         | Biệt danh/ Mối quan hệ |
| ------------- | ---------------- | --- |
| Đỗ Yến Ca     | Lương Đỉnh Quân  | Wilson, giáo sư Lương Viện trưởng kiêm tổng giám hành chính Sư phụ của Huống Tùng Hân Qua đời vì nhồi máu cơ tim (Tập 2) |
| Hải Tuấn Kiệt | Châu Chấn Nghiêu | Paul, viện trưởng Châu Viện trưởng tân nhiệm kiêm tổng giám hành chính Chồng của Lâm Minh Châu |
| Châu Gia Di   | Mạch Hải Kỳ      | Kay, bác sĩ Mạch Chủ quản khoa ngoại tân nhiệm/ bác sĩ khoa ngoại Cấp trên kiêm bạn gái của Huống Tùng Hân, có tuyến tình cảm với anh ấy Vợ của Tô Bỉnh Lương Em dâu của Tô Di Hinh Cấp dưới của Châu Chấn Nghiêu, bất mãn anh ta |
| Lý Cương      |                  | Cựu viện trưởng |

#### Khoa ngoại nhi
| Diễn viên                    | Vai diễn       | Biệt danh/ Mối quan hệ |
| ---------------------------- | -------------- | --- |
| Tăng Triển Vọng (thanh niên) | Huống Tùng Hân | Amos, Dr. Fong, bác sĩ Huống, bác sĩ sao Kim Bác sĩ cố vấn khoa ngoại nhi Đồ đệ của Lương Đỉnh Quân Cấp dưới kiêm bạn trai của Mạch Hải Kỳ, có tuyến tình cảm với cô ấy Bạn học kiêm bạn tốt ở học viện y của Hứa Cam Phong, Chương Dĩ Tâm                                                      |
| Mã Quốc Minh                 | Huống Tùng Hân | Amos, Dr. Fong, bác sĩ Huống, bác sĩ sao Kim Bác sĩ cố vấn khoa ngoại nhi Đồ đệ của Lương Đỉnh Quân Cấp dưới kiêm bạn trai của Mạch Hải Kỳ, có tuyến tình cảm với cô ấy Bạn học kiêm bạn tốt ở học viện y của Hứa Cam Phong, Chương Dĩ Tâm                                                      |
| Khổng Đức Hiền (thanh niên)  | Hứa Cam Phong  | Johnathan, A Phần, Phần Gia, bác sĩ Hứa, bác sĩ râu xồm Bác sĩ phó cố vấn khoa ngoại nhi Cựu bác sĩ khoa ngoại nhi bệnh viện Tây Bắc Con trai kế của Trần Bội Như Anh trai cùng cha khác mẹ của Hứa Quân Nặc, Hứa Quân Ngôn Bạn học kiêm bạn tốt ở học viện y của Huống Tùng Hân, Chương Dĩ Tâm |
| Trịnh Gia Dĩnh               | Hứa Cam Phong  | Johnathan, A Phần, Phần Gia, bác sĩ Hứa, bác sĩ râu xồm Bác sĩ phó cố vấn khoa ngoại nhi Cựu bác sĩ khoa ngoại nhi bệnh viện Tây Bắc Con trai kế của Trần Bội Như Anh trai cùng cha khác mẹ của Hứa Quân Nặc, Hứa Quân Ngôn Bạn học kiêm bạn tốt ở học viện y của Huống Tùng Hân, Chương Dĩ Tâm |
| Quách Tử Hào                 | Đặng Vĩ Thông  | Larry, bác sĩ Đặng Bác sĩ chuyên khoa ngoại nhi Đối thủ cạnh tranh của Văn Bách Hi Cấp dưới trực thuộc Huống Tùng Hân |
| Lâm Cảnh Trình               | Hà Tông Nghĩa  | Thomas, bác sĩ Hà Bác sĩ chuyên khoa ngoại nhi Cấp dưới trực thuộc Hứa Cam Phong |
| Tôn Vịnh Hiên (lúc nhỏ)      | Văn Bách Hi    | Max, bác sĩ Văn, bác sĩ đẹp trai Bác sĩ nội trú chuyên khoa ngoại nhi Tốt nghiệp học viện y khoa nước ngoài Cấp dưới trực thuộc Huống Tùng Hân Con trai của Văn Chí Đồ, Chung Hoài Sương Anh họ của Ngũ Lệ Bảo                                                                                  |
| La Tử Dật                    | Văn Bách Hi    | Max, bác sĩ Văn, bác sĩ đẹp trai Bác sĩ nội trú chuyên khoa ngoại nhi Tốt nghiệp học viện y khoa nước ngoài Cấp dưới trực thuộc Huống Tùng Hân Con trai của Văn Chí Đồ, Chung Hoài Sương Anh họ của Ngũ Lệ Bảo                                                                                  |
| Hà Y Đình                    | Du Chi Hoa     | Esther, bác sĩ Du Bác sĩ nội trú chuyên khoa cơ sở ngoại nhi Thực tập sinh của Hứa Cam Phong Bạn học cùng kỳ của Diêu Bác Nhân, Nghiêm Gia Minh, Liên Trác Doanh, Lý Dĩnh Huyên |
| Lâm Tử Siêu                  | Diêu Bác Nhân  | Christopher, bác sĩ Diêu Bác sĩ nội trú chuyên khoa cơ sở ngoại nhi Thực tập sinh của Huống Tùng Hân Bạn học cùng kỳ của Du Chi Hoa, Nghiêm Gia Minh, Lý Dĩnh Huyên, Liên Trác Doanh |

#### Khoa ngoại lồng ngực
| Diễn viên                | Vai diễn        | Biệt danh/ Mối quan hệ |
| ------------------------ | --------------- | --- |
| Tăng Hàng Sinh           | Đới Nhật Tiến   | Ted, bác sĩ Đới Bác sĩ cao cấp khoa ngoại lồng ngực Cấp trên của Chương Dĩ Tâm Chồng của Quách Bảo Tinh, có một con gái |
| Lữ Tịnh Văn (Thanh niên) | Chương Dĩ Tâm   | Eman, A Tâm, bác sĩ Chương Bác sĩ phó cố vấn khoa ngoại lồng ngực Cựu bác sĩ không biên giới, được chuyển từ bệnh viện Nam Suden về bệnh viện An Ni Cấp dưới của Đới Nhật Tiến Bạn học cùng kỳ kiêm bạn tốt của Hứa Cam Phong, có tuyến tình cảm với anh ấy Bạn học cùng kỳ kiêm bạn tốt của Huống Tùng Hân Bạn tốt của Quách Bảo Tinh Bất mãn Châu Chấn Nghiêu |
| Chung Gia Hân            | Chương Dĩ Tâm   | Eman, A Tâm, bác sĩ Chương Bác sĩ phó cố vấn khoa ngoại lồng ngực Cựu bác sĩ không biên giới, được chuyển từ bệnh viện Nam Suden về bệnh viện An Ni Cấp dưới của Đới Nhật Tiến Bạn học cùng kỳ kiêm bạn tốt của Hứa Cam Phong, có tuyến tình cảm với anh ấy Bạn học cùng kỳ kiêm bạn tốt của Huống Tùng Hân Bạn tốt của Quách Bảo Tinh Bất mãn Châu Chấn Nghiêu |
| Lâm Chính Phong          | Nghiêm Gia Minh | Duncan, bác sĩ Nghiêm Bác sĩ nội trú chuyên khoa cơ sở ngoại lồng ngực Thực tập sinh của Chương Dĩ Tâm Bạn học cùng kỳ của Du Chi Hoa, Diêu Bác Nhân, Lý Dĩnh Huyên, Liên Trác Doanh |

#### Khoa gây mê
| Diễn viên        | Vai diễn        | Biệt danh/ Mối quan hệ |
| ---------------- | --------------- | --- |
| Quách Thiếu Vân  | Quách Bảo Tinh  | Joey, Dr. Kwok, bác sĩ Quách Bác sĩ cao cấp khoa gây mê Vợ của Đới Nhật Tiến, có một con gái Bạn tốt của Chương Dĩ Tâm Cấp trên trực thuộc của Liên Trác Doanh |
| Trương Bảo Nhi   | Liên Trác Doanh | Candice, A Can, bác sĩ Liên Bác sĩ nội trú chuyên khoa cơ sở khoa gây mê Thực tập sinh của Quách Bảo Tinh Con gái nuôi của Liên Thành Võ, Lan Tên gốc là Lâm Trác Doanh Có tuyến tình cảm với Văn Bách Hi Bạn học cùng kỳ của Diêu Bác Nhân, Nghiêm Gia Minh, Lý Dĩnh Huyên |
| Trịnh Vịnh Khiêm | Bác sĩ Mạc      | Bác sĩ khoa gây mê |

#### Khoa nội nhi
| Diễn viên       | Vai diễn      | Biệt danh/ Mối quan hệ |
| --------------- | ------------- | --- |
| Tạ Chỉ Luân     | Lữ Chỉ Tình   | Bella, bác sĩ Lữ Bác sĩ chuyên khoa nhi |
| Huỳnh Bích Liên | Lý Dĩnh Huyên | Hayley, bác sĩ Lý Bác sĩ nội trú chuyên khoa cơ sở khoa nhi Thực tập sinh của Lữ Chỉ Tình Chị của Lý Dĩnh Gia Bạn học cùng kỳ của Du Chi Hoa, Diêu Bác Nhân, Nghiêm Gia Minh, Liên Trác Doanh |
| Thái Chí Ân     |               | Bác sĩ trị liệu nhi đồng |

#### Y tá
| Diễn viên      | Vai diễn     | Biệt danh/ Mối quan hệ |
| -------------- | ------------ | --- |
| Ngũ Lạc Di     | Ngũ Lệ Bảo   | Bobo Y tá phòng bệnh khoa nhi Cháu gái họ của Chung Hoài Sương Em gái họ của Văn Bách Hi Oan gia của Đặng Vĩ Thông, có tuyến tình cảm với anh ấy |
| Trình Hạo      |              | Y tá trị liệu nhi đồng |
| Trương Thi Hân |              | Y tá phòng cấp cứu |
| Dương Gia Bảo  |              | Y tá phòng cấp cứu |
| Triệu Bích Du  |              | Y tá phòng cấp cứu |
| Lý Minh Phù    |              | Y tá phòng phẫu thuật |
| Lý Chỉ Tình    |              | Y tá phòng phẫu thuật |
| Ngô Thiên Nhi  |              | Y tá phòng phẫu thuật |
| Đinh Lạc Tư    |              | Y tá phòng phẫu thuật |
| Đặng Mỹ Hân    |              | Y tá phòng phẫu thuật |
| La Hân Linh    |              | Y tá phòng phẫu thuật |
| Lương Văn Úy   | Du Miểu Miểu | Y tá phòng bệnh khoa nhi |
| La Dục Nghi    | La Nhật Tinh | Y tá phòng bệnh khoa nhi |
| Vương Phi      | Ôn Tử Đồng   | Y tá phòng bệnh khoa nhi |
| Tiêu Lệ Văn    | Phan Gia Cần | Y tá phòng bệnh khoa nhi |
| Trần Tĩnh Vân  |              | Y tá phòng bệnh khoa nhi |
| Phạm Văn Nhã   |              | Y tá phòng bệnh khoa nhi |
| Quách Thiên Du |              | Y tá phòng bệnh khoa nhi |
| Lưu Gia Kỳ     |              | Y tá trị liệu nhi đồng |
| Chu Phi Phi    |              | Y tá phòng bệnh tư |
| Trần Niệm Quân |              | Y tá trưởng phòng bệnh khoa nhi |

## Tỉ suất xem đài
| Tuần    | Tập    | Ngày                   | Rating | Ghi chú                                    |
| ------- | ------ | ---------------------- | ------ | ------------------------------------------ |
| 1       | 01－05 | 18/10－22/10/2021      | 18.5   | Tổng rating trong 7 ngày của tập 1 là 23.2 |
| 2       | 06－10 | 25/10－29/10/2021      | 18.9   |                                            |
| 3       | 11－15 | 1/11－5/11/2021        | 19.4   |                                            |
| 4       | 16－20 | 8/11－12/11/2021       |        |                                            |
| 5       | 21－25 | 15/11/2021－20/11/2021 |        |                                            |
| Cả phim |        |                        |        |                                            |

## Nhạc phim
| Tên bài hát                                | Ca sĩ         | Viết nhạc        | Viết lời       | Biên nhạc        | Giám chế                    | Công ty phát hành  |
| ------------------------------------------ | ------------- | ---------------- | -------------- | ---------------- | --------------------------- | ------------------ |
| Trân trọng bản thân thật tốt (Nhạc chủ đề) | Chung Gia Hân | Chung Gia Hân    | Trương Mỹ Hiền | Huỳnh Triệu Minh | Hà Triết Đồ, Vi Cảnh Vân    | Giải trí Tinh Mộng |
| Em sẽ sợ hãi (Nhạc kết thúc)               | Cúc Tử Kiều   | Trương Gia Thành | Dương Hi       | Johnny Yim       | Hà Triết Đồ, Vi Cảnh Vân    | Giải trí Tinh Mộng |
| Không dám mở miệng (Nhạc đệm)              | Cốc Á Vi      | Hà Gia Hào       | Cốc Á Vi       | Johnny Yim       | Hà Triết Đồ, Lưu Dịch Thăng | Giải trí Tinh Mộng |
| Never Too Late (Nhạc đệm)                  | Lữ Kiều Ân    | Giang Huy        | Lữ Kiều Ân     | Giang Huy        | Giang Huy                   | －                 |

## Ký sự
• Ngày 17/8/2020: Tổ chức họp báo cử hành nghi thức bái thần và công bố tạo hình tại TVB City số 77 đường Tuấn Tài khu công nghiệp Tướng Quân Áo lúc 12:30 .
• Ngày 14/10/2021: Tổ chức hoạt động tuyên truyền "Chuyên nghiệp xuất sắc, sáng tạo kỳ tích" tại Citywalk 2 lúc 12:30.
• Ngày 17/10/2021: Phát sóng chế tác đặc biệt "Nhân y dưới bầu trời sao, đồng lý chi tâm" lúc  19:30－20:00.
• Ngày 27/10/2021: Tổ chức hoạt động tuyên truyền "Dùng tâm chiếu cố, thắp sáng hi vong" tại TVB City Tướng Quân Áo lúc 16:30.
• Ngày 4/11/2021: Tổ chức hoạt động tuyên truyền "Kết hợp lực lượng, cổ vũ cho bạn" tại TVB City Tướng Quân Áo lúc 15:30.
• Ngày 11/11/2021: Tổ chức hoạt động tuyên truyền "Nhân y khiêu chiến, yêu và thân dân" tại TVB City Tướng Quân Áo lúc 12:00.

## Hồi hưởng
Bộ phim trở thành chủ đề hot được nhiều người quan tâm, có sự góp mặt của Chung Gia Hân, Hà Y Đình, Tạ Chỉ Luân, Huỳnh Bích Liên. Tập 7 câu chuyện "Bệnh tim bẩm sinh" của nhân vật "Duệ Duệ" đã chạm đến trái tim của cộng đồng mạng. Diễn xuất của Khương Lệ Văn giành khá nhiều sự khen ngợi. Có rất nhiều lời khen diễn xuất tiến bộ tạo được tiếng vang cho tập phim tối hôm đó.  Một kênh có tên là "Happy Hour" đã đăng lên Youtube và được lên top 13 thịnh hành. Trên trang Douban Trung Quốc đại lục, bộ phim đạt 9.1 điểm. Diễn viên nhí Lâm Tĩnh Văn và Ngô Gia Nghi cũng giành được lời khen từ Trịnh Gia Dĩnh và cộng đồng mạng.

## Tư liệu tham khảo
1. ↑   https://www.hk01.com/即時娛樂/494399/兒童醫院-鍾嘉欣重返tvb試造型-離巢三年回歸再做女一%7Ctitle=存档副本%7Carchive-url=https://web.archive.org/web/20201126185001/https://www.hk01.com/即時娛樂/494399/兒童醫院-鍾嘉欣重返tvb試造型-離巢三年回歸再做女一. Truy cập ngày 11 tháng 11 năm 2020. {{Chú thích web}}: |ngày lưu trữ= cần |url lưu trữ= (trợ giúp); |title= trống hay bị thiếu (trợ giúp)
2. ↑  "鍾嘉欣7月拍星空下的仁醫". Lưu trữ bản gốc ngày 11 tháng 6 năm 2020. Truy cập ngày 26 tháng 10 năm 2021.
3. ↑  鄭嘉穎及羅仲謙7月拍星空下的仁醫[liên kết hỏng]
4. ↑  "郭少芸7月拍星空下的仁醫演醫生". Lưu trữ bản gốc ngày 21 tháng 6 năm 2020. Truy cập ngày 12 tháng 6 năm 2020.
5. ↑  "何依婷7月拍星空下的仁醫演實習醫生". Lưu trữ bản gốc ngày 11 tháng 6 năm 2020. Truy cập ngày 26 tháng 10 năm 2021.
6. ↑  "周家怡7月拍星空下的仁醫". Lưu trữ bản gốc ngày 21 tháng 6 năm 2020. Truy cập ngày 15 tháng 6 năm 2020.
7. ↑  CentralEditor_Kiss 文章版權為新傳媒集團所擁有，原文請按： https://www.sundaykiss.com/374438/ (ngày 20 tháng 10 năm 2021). "星空下的仁醫｜鍾嘉欣飾演醫生眼神充滿母愛 當媽後放下自我 1招令仔女不再發脾氣 | 熱話". Sundaykiss 香港親子育兒資訊共享平台. Truy cập ngày 28 tháng 10 năm 2021. {{Chú thích web}}: Liên kết ngoài trong |author1= (trợ giúp)Quản lý CS1: tên số: danh sách tác giả (liên kết)
8. ↑  "星空下的仁醫演員排序". Lưu trữ bản gốc ngày 26 tháng 10 năm 2021. Truy cập ngày 13 tháng 10 năm 2021.
9. ↑  劇集： 星空下的仁醫(25集)(HD)(PG)(S)(星期一至五播出) Lưu trữ ngày 16 tháng 1 năm 2021 tại Wayback Machine.新時代電視2台 節目表
10. ↑  星空下的仁醫 英文插曲 呂喬恩 - Never Too Late (bằng tiếng Trung), truy cập ngày 4 tháng 11 năm 2021
11. ↑  "【娛樂新聞台】鄭嘉穎化湊仔經為演技". Lưu trữ bản gốc ngày 26 tháng 10 năm 2021. Truy cập ngày 17 tháng 8 năm 2020.
12. ↑  "台慶劇《星空下的仁醫》首播 鄭嘉穎、馬國明與小演合作似打游擊 - TVB Weekly". Lưu trữ bản gốc ngày 20 tháng 10 năm 2021. Truy cập ngày 18 tháng 10 năm 2021.
13. ↑  台慶劇《星空下的仁醫》鄭嘉穎自爆被大仔蝦 嚇親未婚馬國明 - TVB Weekly
14. ↑  台慶劇《星空下的仁醫》為病童打氣 暢遊電視城 - TVB Weekly
15. ↑  台慶劇《星空下的仁醫》馬國明挑戰心電圖電流陣 - TVB Weekly
16. ↑  林迅景 (ngày 29 tháng 10 năm 2021). "星空下的仁醫｜黃碧蓮入行7年終於發圍：喺加拿大返嚟就係想拍劇". 香港01 (bằng tiếng Trung). Truy cập ngày 30 tháng 10 năm 2021.
17. ↑  "《仁醫》姜麗文受情傷患抑鬱靠運動走出陰霾！演技終獲肯定 網民激讚：你係最佳女配角". hk.news.yahoo.com (bằng tiếng Trung). Truy cập ngày 30 tháng 10 năm 2021.
18. ↑  "姜麗文《仁醫》演技獲讚 胞兄姜文杰感動到喊 吳業坤撐攞女配角 - 20211027 - SHOWBIZ". 明報OL網 (bằng tiếng Traditional Chinese). Truy cập ngày 30 tháng 10 năm 2021.
19. ↑  "星空下的仁醫｜與吳嘉儀母女戲感人 童星林靖文獲鄭嘉穎讚好戲 - 20211029 - SHOWBIZ". 明報OL網 (bằng tiếng Traditional Chinese). Truy cập ngày 30 tháng 10 năm 2021.